# Krušce
Krušce (izvirno srbsko Крушце) je naselje v Srbiji, ki upravno spada pod Občino Niš; slednja pa je del Niškega upravnega okraja.

## Demografija
V naselju živi 689 polnoletnih prebivalcev, pri čemer je njihova povprečna starost 41,0 let (41,0 pri moških in 40,9 pri ženskah). Naselje ima 286 gospodinjstev, pri čemer je povprečno število članov na gospodinjstvo 3,07.
To naselje je, glede na rezultate popisa iz leta 2002, večinoma srbsko, a v času zadnjih treh popisov je opazno zmanjšanje števila prebivalcev.
|  |

| Demografija | Demografija     | Demografija     |
| Leto        | Št. prebivalcev | Št. prebivalcev |
| ----------- | --------------- | --------------- |
|             |                 |                 |
|             |                 |                 |
|             |                 |                 |
|             |                 |                 |
| 1948        | 800             |                 |
| 1953        | 835             |                 |
| 1961        | 872             |                 |
| 1971        | 892             |                 |
| 1981        | 898             |                 |
| 1991        | 888             | 878             |
| 2002        | 887             | 879             |
|             |                 |                 |

| Etnična sestava po popisu iz leta 2002 | Etnična sestava po popisu iz leta 2002 | Etnična sestava po popisu iz leta 2002 | Etnična sestava po popisu iz leta 2002 | Etnična sestava po popisu iz leta 2002 |
| -------------------------------------- | -------------------------------------- | -------------------------------------- | -------------------------------------- | -------------------------------------- |
| Srbi                                   | Srbi                                   |                                        | 866                                    | 98,52%                                 |
| Romi                                   | Romi                                   |                                        | 11                                     | 1,25%                                  |
| Neznano                                | Neznano                                |                                        | 2                                      | 0,22%                                  |